# Edesville (Maryland)
Edesville es un lugar designado por el censo ubicado en el condado de Kent en el estado estadounidense de Maryland. En el Censo de 2010 tenía una población de 169 habitantes y una densidad poblacional de 159,93 personas por km².

## Geografía
Edesville se encuentra ubicado en las coordenadas 39°9′13″N 76°12′51″O / 39.15361, -76.21417. Según la Oficina del Censo de los Estados Unidos, Edesville tiene una superficie total de 1.06 km², de la cual 1.04 km² corresponden a tierra firme y (1.96%) 0.02 km² es agua.

## Demografía
Según el censo de 2010, había 169 personas residiendo en Edesville. La densidad de población era de 159,93 hab./km². De los 169 habitantes, Edesville estaba compuesto por el 44.38% blancos, el 52.07% eran afroamericanos, el 0% eran amerindios, el 0% eran asiáticos, el 0% eran isleños del Pacífico, el 0% eran de otras razas y el 3.55% pertenecían a dos o más razas. Del total de la población el 1.78% eran hispanos o latinos de cualquier raza.